# Овертайм (мультфильм)
«Овертайм» (англ. overtime, дословно «дополнительное время») — пятиминутный чёрно-белый мультфильм, снятый тремя выпускниками французского университета компьютерной анимации Supinfocom в качестве дипломной работы. Фильм посвящён памяти создателя «Маппет-шоу» Джима Хенсона.
Мультфильм был выпущен на DVD в составе SIGGRAPH 2005 Electronic Theater Program (Issue 150).

## Сюжет
Кукольные лягушата, похожие на Кермита, обнаруживают своего создателя мёртвым. Не понимая, что произошло, они продолжают жить как обычно: покойного бреют, читают с ним книгу, смотрят вместе с ним стереофильм о себе, кормят ужином, укладывают спать. Куклы и кукольник меняются местами…
Обращает внимание на себя тот факт, что глаза лягушат изображены белыми, не имеющими зрачков, что может указывать на их слепоту. Намёком на это является также фигура безглазого Кермита, появляющаяся во время финальных титров.
В фильме отсутствует текст, на всём продолжении он сопровождается инструментальной музыкой, исполняемой оркестром из лягушат.

## Музыка
В качестве саундтрека используются три инструментальные пьесы еврейских композиторов:
- «Inconsolable» в исполнении оркестра композитора и дирижёра Бенедикта Силбермана (англ. Benedict Silberman)
- «Shien vi di l’vone» и «Eli Eli» в исполнении оркестра Starlight Symphony Сирила Онадела (англ. Cyril Ornadel)

## Критика
Эмбер Вилкинсон (англ. Amber Wilkinson) в обзоре мультфильма на сайте Eye for Film писала:

По-видимому, слепые кукольные герои маппет-шоу пытаются управлять своим умершим кукловодом и ведут поиск нового смысла жизни без него.
…
Невероятно оригинальный фильм, которому удаётся балансировать на тонкой грани между меланхолией и жутью, грустью и праздником.
Оригинальный текст (англ.)
Seemingly blind Muppets try to operate their deceased puppeteer and search for a new meaning without him.
…
Strikingly original, it manages to tread a fine line between melancholy and macabre, sadness and celebration.

## Награды
- 2005 — приз за лучший дипломный фильм на Международном фестивале анимационных фильмов в Оттаве[англ.][4].
- 2006 — Young Animation Award на Штутгартских днях анимационного кино[нем.].
- 2006 — Гран-при XIII международного фестиваля анимационных фильмов «КРОК»[5].
- 2007 — приз на The Animation Show[англ.][6].